# 体幹
体幹（たいかん）とは、ヒトを含む動物体の中心部のうち四肢を除く部分を指す解剖学用語。旧称は躯幹（くかん）。胴体（どうたい）とも呼ばれるが、胴は体幹から頭、頸、尾などを除いた部分である。

## 概要

### 主たる臓器
動物体の根幹を成す臓器は、多くが胴体内に保持されている。心臓と肺は胸部の上部に位置し胸郭によって保護されている。また消化器官の大半は腹部に位置している。例としては次の臓器が挙げられる。
- 肝臓 - 乳化作用をもたらす胆汁を分泌する
- 小腸、大腸 - 食物から養分を吸収する
- 肛門 - 糞便を排出する
- 胆嚢 - 胆汁を貯蔵・濃縮する
- 尿管 - 尿を膀胱へ輸送する
- 膀胱 - 尿を貯蔵する
- 尿道 - 尿の排出経路であると共に、精子を精囊に輸送する
- 骨盤部 - 雄雌共に生殖器を格納する

### 主たる筋肉
胴体の筋肉は様々な筋肉があり、それらを総称して体幹筋という。骨格を補助して内臓を保持する役割や、骨格筋の運動時のバランスをとる役割もある。一例は次の通り。
- 胸腕筋
- 大胸筋
- 腹筋
  - 腹直筋
  - 腹横筋
  - 腹斜筋
- 横突棘筋
  - 半棘筋
  - 多裂筋
  - 回旋筋
- 僧帽筋
- 脊柱起立筋
- 広背筋
- 横隔膜
- 骨盤底筋

### 主たる神経
臓器や筋肉には主に胸椎を起点とする神経が分布している。例として、皮膚神経刺激を起こす神経を挙げる。
- 腹側皮枝
- 外側皮枝
- 背側皮枝